# GOVCERT.NL
GOVCERT.NL is het Computer Emergency Response Team (CERT) van de Nederlandse overheid ter ondersteuning van overheidsinstanties bij het voorkomen en afhandelen van veiligheidsincidenten.

## Geschiedenis
Op 5 juni 2002 is ze begonnen onder de naam CERT-RO (Computer Emergency Response Team Rijksoverheid), maar werd hernoemd naar GOVCERT.NL, aangezien er ook deelnemers van buiten de Rijksoverheid lid werden en de Roemeense overheid klaagde over verwarring omdat zij hun CERT.RO wilde gaan starten. Sinds 1 januari 2006 maakte GOVCERT.NL onderdeel uit van Logius, welke op haar beurt onderdeel is van het ministerie van Binnenlandse Zaken en Koninkrijksrelaties. Sinds 1 augustus 2011 valt GOVCERT.NL onder het ministerie van Veiligheid en Justitie. Vanaf 1 januari 2012 vormde GOVCERT.NL een onderdeel van het Nationaal Cyber Security Centrum (NCSC), op dat moment onderdeel van de Nationaal Coördinator Terrorismebestrijding en Veiligheid. Sinds 1 januari 2019 is NCSC een zelfstandige dienst van het Ministerie van Justitie en Veiligheid.

## Waarschuwingsdienst.nl
Waarschuwingsdienst.nl, was een gratis dienst gericht op het kleinbedrijf en de thuisgebruikers en viel ook onder de dienstverlening van GOVCERT.NL.
De dienst werd op 13 februari 2003 gestart en is in de loop van 2014 opgeheven. Digibewust.nl en Waarschuwingsdienst.nl zijn opgegaan in Veiliginternetten.nl.